# Platyphileurus felscheanus
Platyphileurus felscheanus är en skalbaggsart som beskrevs av Ohaus 1910. Platyphileurus felscheanus ingår i släktet Platyphileurus och familjen Dynastidae. Inga underarter finns listade i Catalogue of Life.